# Bernard Buffet

Bernard Buffet in seinem Atelier, 1982

Bernard Buffet (* 10. Juli 1928 in Paris; † 4. Oktober 1999 in Tourtour, Provence-Alpes-Côte d’Azur) war ein französischer Grafiker und Maler des Expressionismus. Darüber hinaus arbeitete er auch als Illustrator und Bühnenbildner.

## Leben
Bernard Buffet studierte Kunstgeschichte am Lycée Carnot und von 1943 bis 1945 an der École des Beaux-Arts in Paris. Buffet schloss sich mit andern Malern zur Gruppe «L’homme-témoin» zusammen und gehörte zur Szene der künstlerischen Avantgarde. Ende der 1940er Jahre stellten die Maler Maurice Utrillo und Georges Rouault ihren Freund Buffet dem Kunsthändler Maurice Girandin vor, und der nahm ihn unter Vertrag. In den folgenden Jahren entwickelte Buffet einen unverwechselbaren und realistischen Stil, dessen Vorbilder Rembrandt van Rijn, Théodore Géricault, Gustave Courbet, Henri Edmond Cross und Vincent van Gogh waren. Er wurde als Maler des Existenzialismus gefeiert, galt zeitweise als legitimer Nachfolger von Pablo Picasso und erzielte Preise wie dieser.
1949 kaufte Jean Negulesco 21 seiner Werke, stieg später zum Sammler Nr. 1 auf und konnte in Hollywood einige Werke in seinen Filmen zeigen; viele Werke Buffets wurden von Negulesco an seine Freunde Humphrey Bogart, Lauren Bacall, Alfred Hitchcock, Kirk Douglas und John Huston verkauft.
1950 bis 1958 lebte Bernard Buffet mit Pierre Bergé zusammen. Im Jahre 1958 heirateten Bernard Buffet und die Sängerin und Schauspielerin Annabel Schwob. Das Ehepaar adoptierte  drei Kinder: Virginie (* 1962), Danielle (* 1963) und Nicolas (* 1973). Im selben Jahr zählte ihn die New York Times neben Brigitte Bardot, Roger Vadim, Françoise Sagan und Yves Saint Laurent zu Frankreichs Fabulous Young Five, er galt als Star der Malerszene.
Buffet, der später an Parkinson erkrankte und nicht mehr arbeiten konnte, nahm sich 1999 in seinem Haus in Tourtour das Leben.

## Werk und kunsthistorische Bedeutung
Das Bild rechts zeigt die Farblithografie Femme au chapeau rose (‚Frau mit einem rosa Hut‘) aus dem Jahr 1967, die den für ihn typischen Malstil zumindest erahnen lässt. Seine Sujets sind oft auf knochig, ausgezehrte Figuren reduziert, die in fahlen Farben, schwarz konturiert vor düsteren Hintergründen dargestellt sind.
Das Werk des Künstlers Bernard Buffet umfasst mehr als 8000 Gemälde sowie zahlreiche Druckgrafiken. Seine Werke sind in allen größeren Museen, wie der Tate Gallery in London, dem Kunstmuseum Basel oder dem Musée National d’Art Moderne in Paris, ausgestellt. In Japan gibt es seit 1973 das Bernard Buffet Museum, in dem die größte Sammlung mit über 2000 Werken zu sehen ist.
Im letzten Viertel des 20. Jahrhunderts erfolgte ein jäher Preisabstieg. Während in den Museen seine Werke vielfach ins Depot wanderten („… Bernard Buffet etwa wurde als Kitschmaler angesehen“), tauchten auf Flohmärkten viele Buffet-Reproduktionen auf.
Im 21. Jahrhundert stieg wieder das Interesse an Buffets Werk. Es fanden mehrere sehr erfolgreiche Ausstellungen in Frankreich und auf der ganzen Welt statt. 2016/2017 widmete das Musée National d’Art Moderne Buffet eine große Retrospektive mit hundert Werken. 2016 publizierte der britische Autor Nicholas Foulkes das Buch Bernard Buffet: The Invention of the Modern Mega-Artist, in dem er eine kontroverse biografische Darstellung von Buffets Leben und Werk erzählt.
Bernard Buffets Werke erzielen auf dem Kunstmarkt wieder sehr hohe Preise.

## Bestimmte Themen-Ausstellungen (Auswahl)
| - 1952: La Passion du Christ - 1954: Horreur de la Guerre - 1958: Jeanne d'Arc - 1961: Portraits d'Annabel - 1962: La Chapelle de Château l'Arc - 1965: Les ecorches - 1967: La corrida - 1971: Les Folles - 1977: L'enfer de Dante - 1978: The French Revolution - 1988: Vingt mille lieues sous les mers | - 1991: Souvenirs d'Italie - 1991: New York - 1992: Les Clowns Musiciens - 1992: Saint-Petersbourg - 1993: L'Empire ou les plaisirs de la guerre - 1993: Promenade Provencale - 1995: Sept peches capitaux - 1996: Pekin - 1998: La maison - 1999: Mes Singes - 2000: La mort |

## Auszeichnungen
| - 1947: Mitglied der Société du Salon d’Automne - 1947: Mitglied der Société des Artistes Indépendants - 1948: Prix de la Critique | - 1950: Prix Puvis de Chavannes - 1973: Offizier der Ehrenlegion - 1974: Mitglied der Académie des Beaux-Arts |